# Перегузня (монета)
«Перегу́зня» — пам'ятна монета номіналом 2 гривні, випущена Національним банком України, присвячена рідкісному виду хижих ссавців родини Куницевих — Перегузні звичайній, зникаючому виду, включеному до Червоної книги України. Перегузня — хижак фауни нашої країни, що має строкате забарвлення. В Україні поширена на території Запорізької, Донецької та Луганської областей. Живе в цілинних степах, у норах, на поверхню вилазить рідко — вночі або в сутінки.
Монету введено в обіг 1 червня 2017 року. Вона належить до серії «Флора і фауна».

## Опис монети та характеристика
| Номінал грн. | Метал      | Маса, г | Діаметр, мм | Якість виготовлення       | Гурт     | Тираж, штук |
| ------------ | ---------- | ------- | ----------- | ------------------------- | -------- | ----------- |
| 2            | нейзильбер | 12,8    | 31,0        | спеціальний анциркулейтед | рифлений | 40 000      |

### Аверс
На аверсі монети в обрамленні вінка, утвореного із зображень окремих видів флори і фауни, розміщено малий Державний Герб України та написи: «УКРАЇНА/2/ГРИВНІ/2017» та логотип Банкнотно-монетного двору Національного банку України.

### Реверс
На реверсі монети зображено кольорову перегузню (використано тамподрук) та розміщено написи півколом: «VORMELA PEREGUSNA» (угорі, наукова назва латинізована), «ПЕРЕГУЗНЯ» (унизу, назва виду українською).

Частину монет із загального тиражу було випущено у буклетах
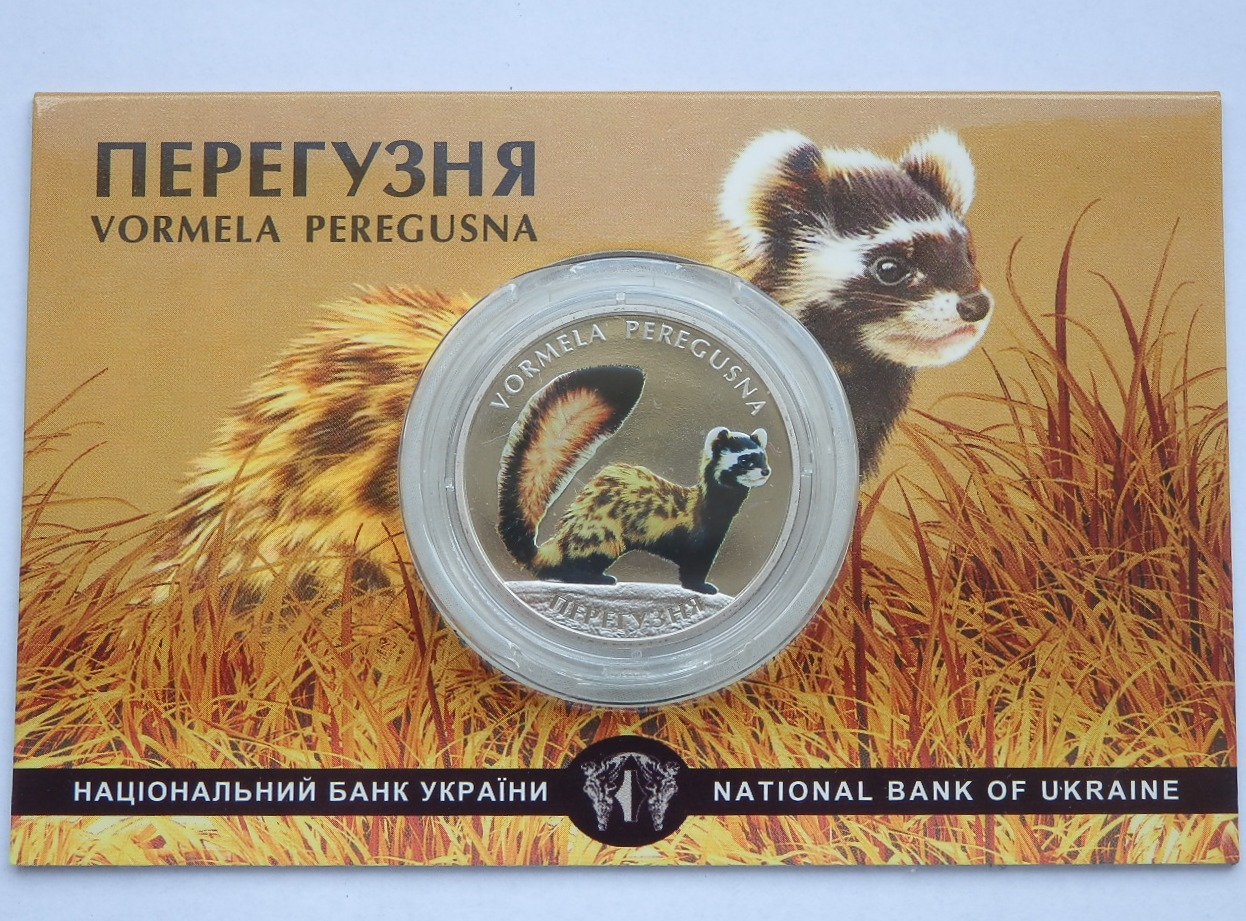
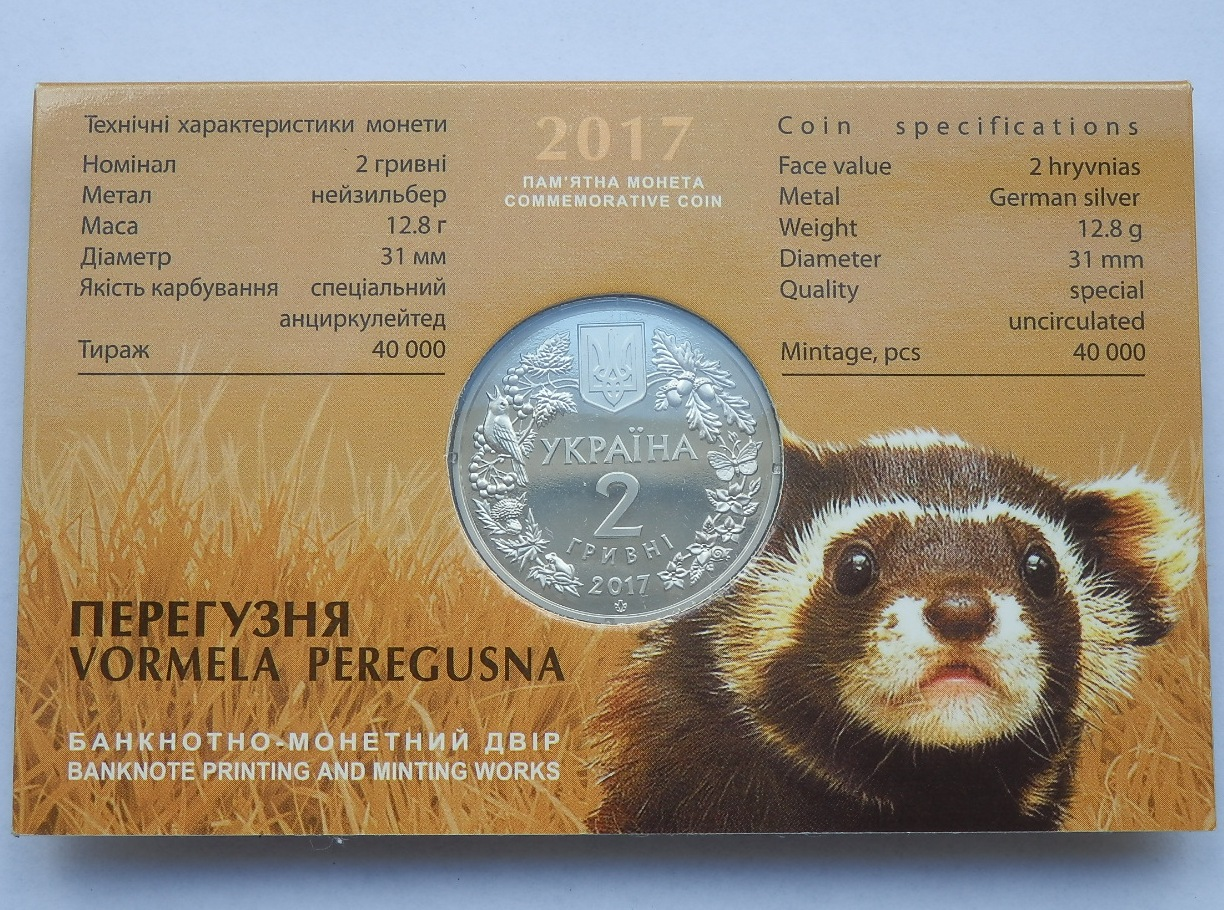

## Автори

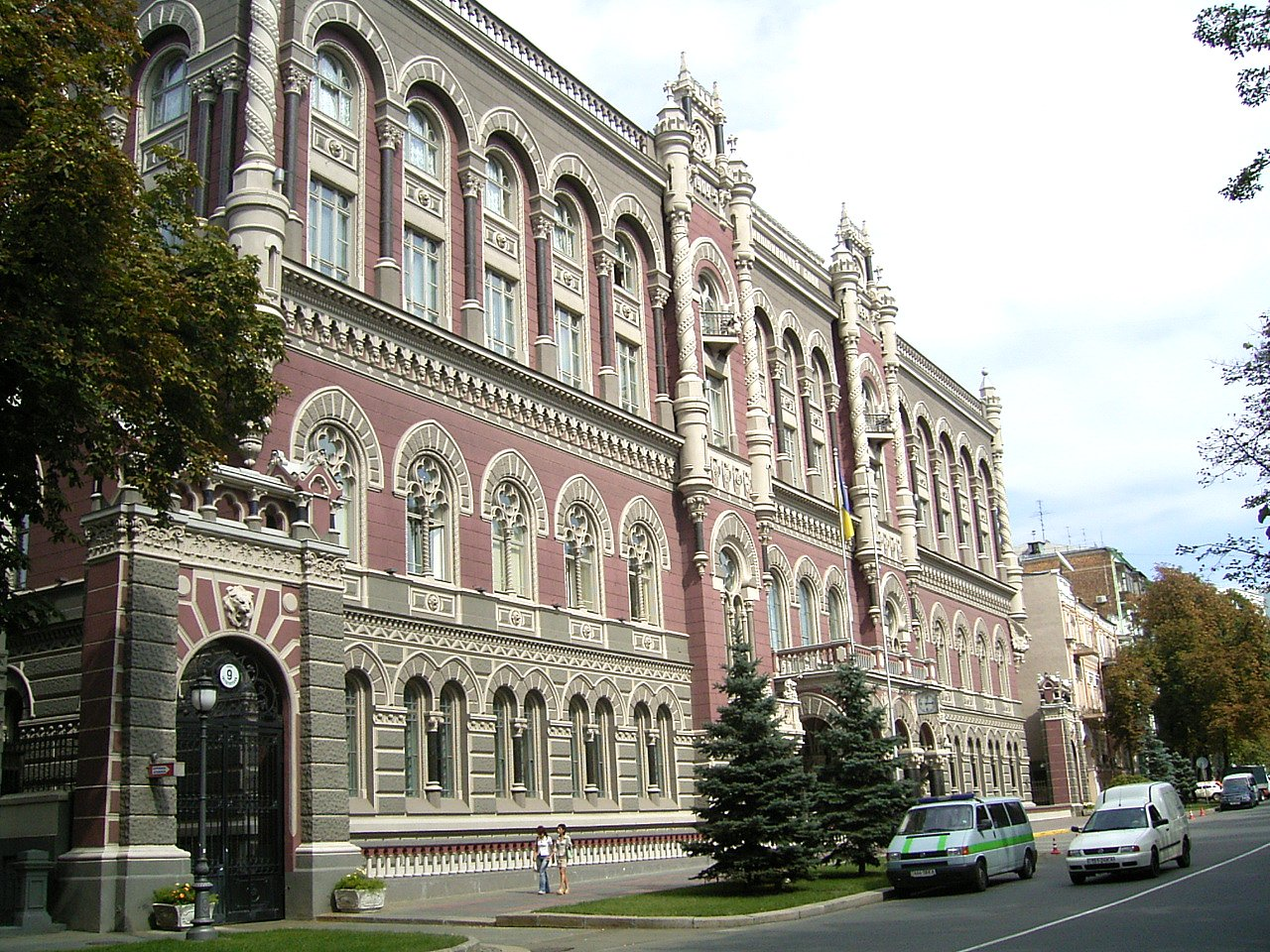
Будівля Національного банку України

- Художники: Дем'яненко Володимир, Фандікова Наталія.
- Скульптори: Дем'яненко Володимир, Іваненко Святослав.

## Вартість монети
Під час введення монети в обіг 2017 року, Національний банк України реалізовував монету через свої філії за ціною 35 гривень.
Фактична приблизна вартість монети з роками змінювалася так:
| Рік        | 2018 | 2019 | 2020 | 2021 | 2022 | 2023 | 2024 | 2025 |
| ---------- | ---- | ---- | ---- | ---- | ---- | ---- | ---- | ---- |
| Ціна, грн. | 80   | 90   | 95   | 160  | 230  | 370  | 680  | 670  |